# Pfarrkirche Pfaffstätten

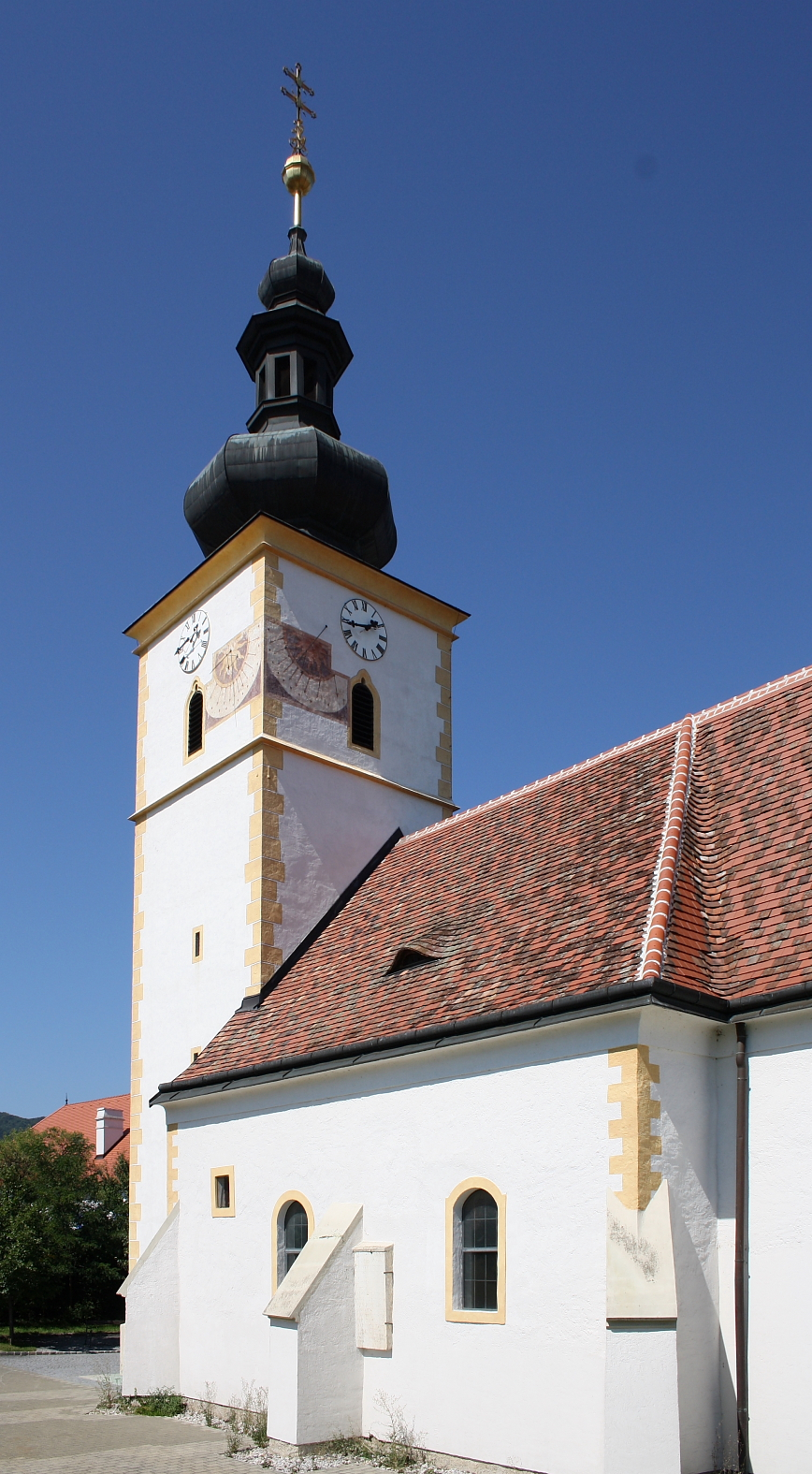
Pfarrkirche hl. Petrus und Paulus in Pfaffstätten

Die römisch-katholische Pfarrkirche Pfaffstätten im Bezirk Baden in Niederösterreich steht unter dem Patrozinium der heiligen Petrus und Paulus. Die Pfarre Pfaffstätten gehört zum Dekanat Baden im Vikariat unter dem Wienerwald der Erzdiözese Wien. Das Bauwerk steht unter Denkmalschutz.

## Geschichte
Der Ort wurde 1120/30 zum ersten Mal urkundlich im Zuge einer Schenkung eines Weingartens an das Stift Klosterneuburg genannt. Die Stifte Heiligenkreuz, Lilienfeld und Melk hatten Lesehöfe. Ursprünglich gehörte Pfaffstätten zur Melker Pfarre Traiskirchen, 1535 wurde es eine eigene Pfarre und kam 1538 in den Besitz der Heiligenkreuzer. Die Türkenkriege zerstörten 1529 und 1683 das Dorf. 1688 bis 1783 wurde die Pfarre von Baden aus betreut und erst 1784 unter Joseph II. wurde die Pfarre wieder selbstständig. 1729 kommt die Pfarre Baden und damit auch Pfaffstätten zur Erzdiözese Wien. Seit 1783 stammen die Pfarrer aus dem Stift Heiligenkreuz.
Pfaffstätten und Trumau wurden am 1. September 2016 Teil des Dekanats Heiligenkreuz; am 1. Oktober 2018 wurde die Pfarre Pfaffstätten wieder Teil des Dekanats Baden.

## Architektur
Die Pfarrkirche liegt im Westen des alten Dorfkernes, gleich in der Nähe des Heiligenkreuzer- und des Lilienfelderhofes. Vom ehemals umgebenden Friedhof sind nur noch wenige Mauerreste übrig. Die Kirche ist eine zweijochige, romanische Saalkirche mit spätgotischen Kreuzrippengewölben und eingezogenem zweijochigem Chor mit spätbarocken Platzlgewölben und korbbogenförmiger Apsis. Im Westen befindet sich ein spätgotischer Kirchturm mit einer barocken Zwiebelhaube, die 1834 erneuert wurde. Im Norden ist ein Oratorium und die Sakristei angebaut.

## Ausstattung
1764 wird die Kirche innen restauriert. Von 1883 bis 1885 werden Orgel, Kirchendach, Glockenstuhl und Turmkreuz erneuert, 1931 muss die Kirche wieder renoviert werden. Der barocke Hochaltar wurde 1956 entfernt, 1976 muss der Kirchturm renoviert werden. Von 1997 bis 1999 wurde die Kirche restauriert und der Altarbereich durch Johannes Höfinger modern gestaltet, der Tabernakel z. B. hat die Form einer Weltkugel. Erhalten blieben u. a. ein Kreuz mit einem spätgotischen Gekreuzigten und die barocke Kanzel aus dem dritten Viertel des 18. Jahrhunderts.
Die Orgel von 1987 stammt von Helmut Allgäuer, das Gehäuse aus 1810. Eine Glocke wurde von Johann Josef Pfrenger 1749 gegossen.

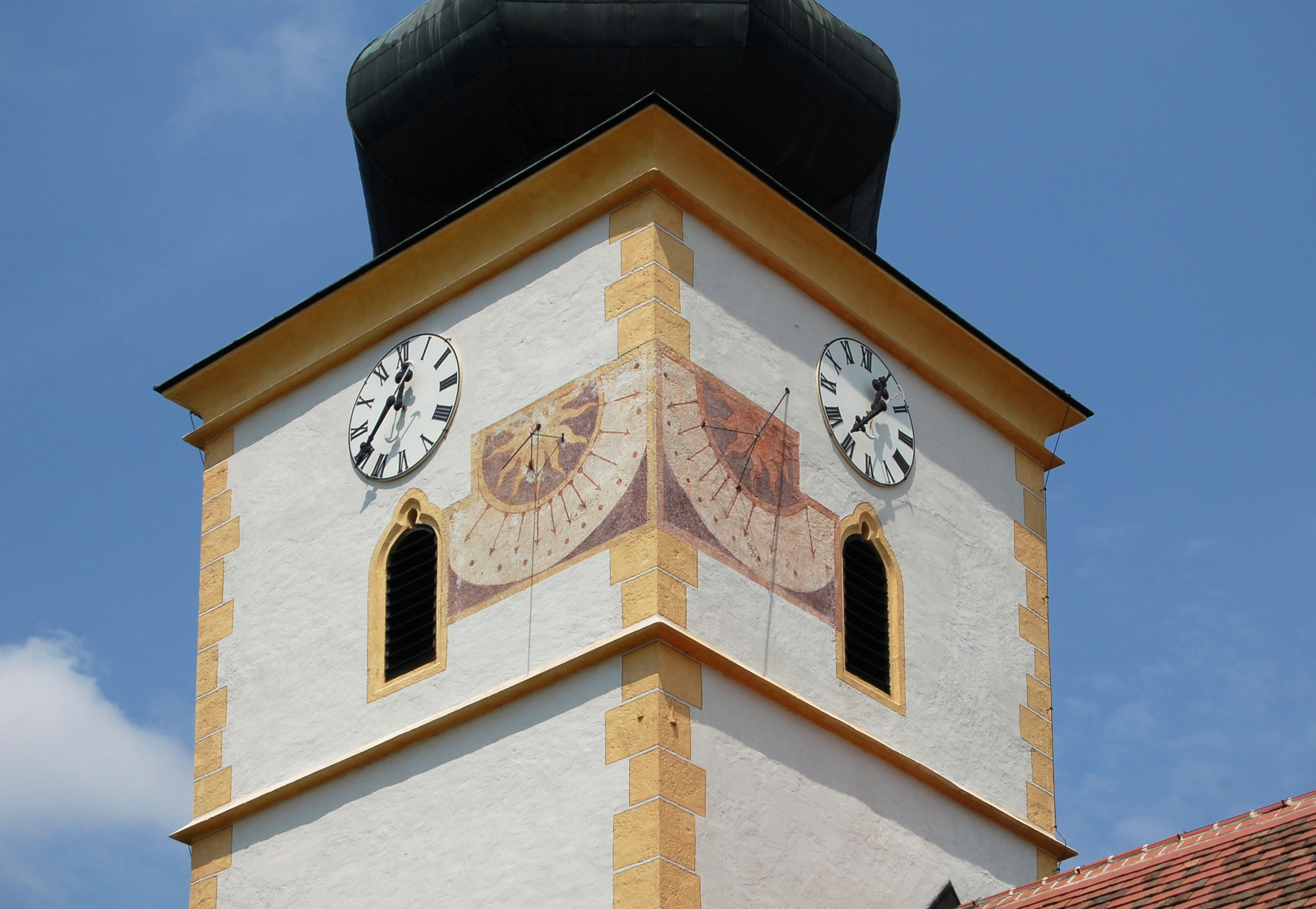
Sonnenuhr am Kirchturm
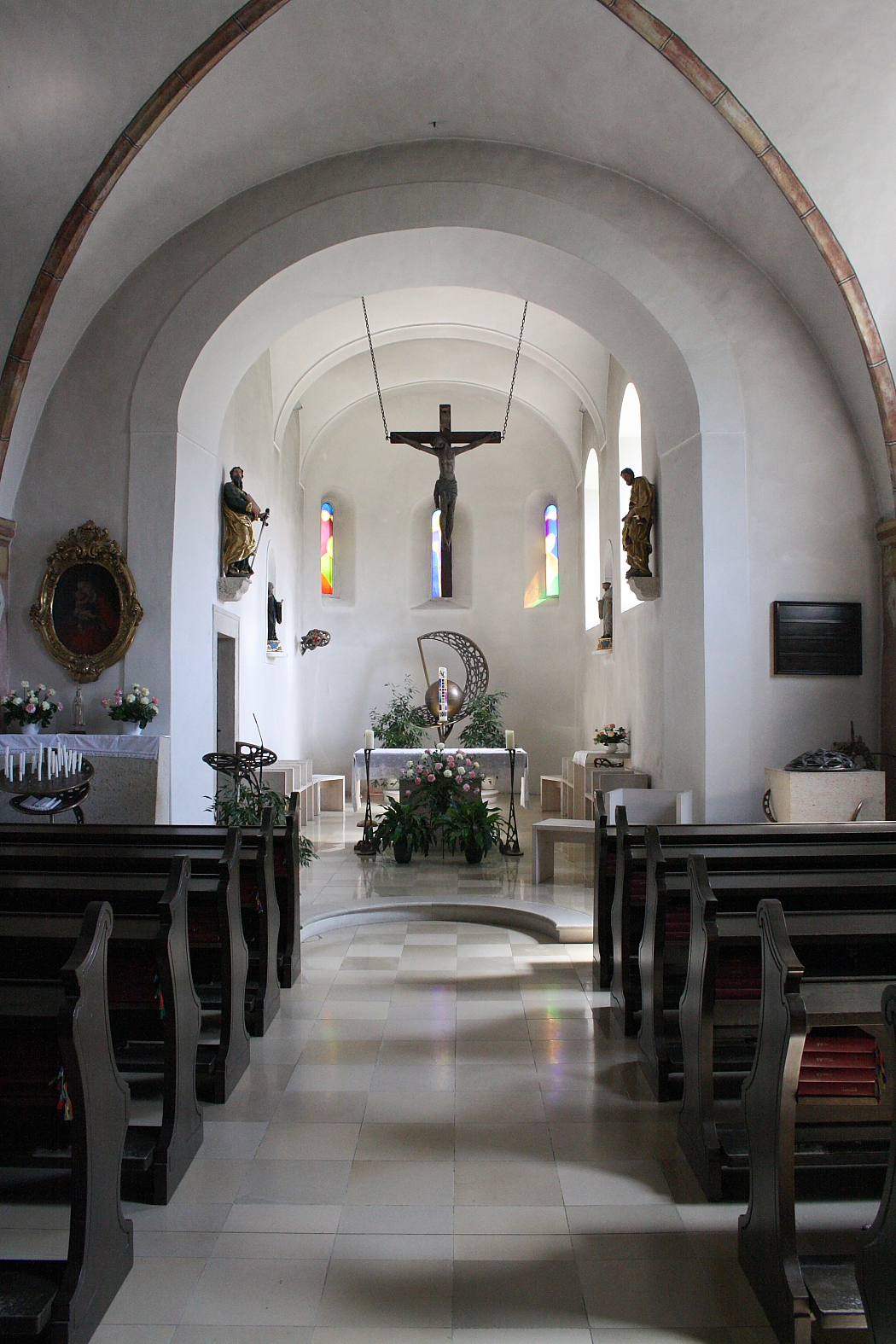
Innenansicht
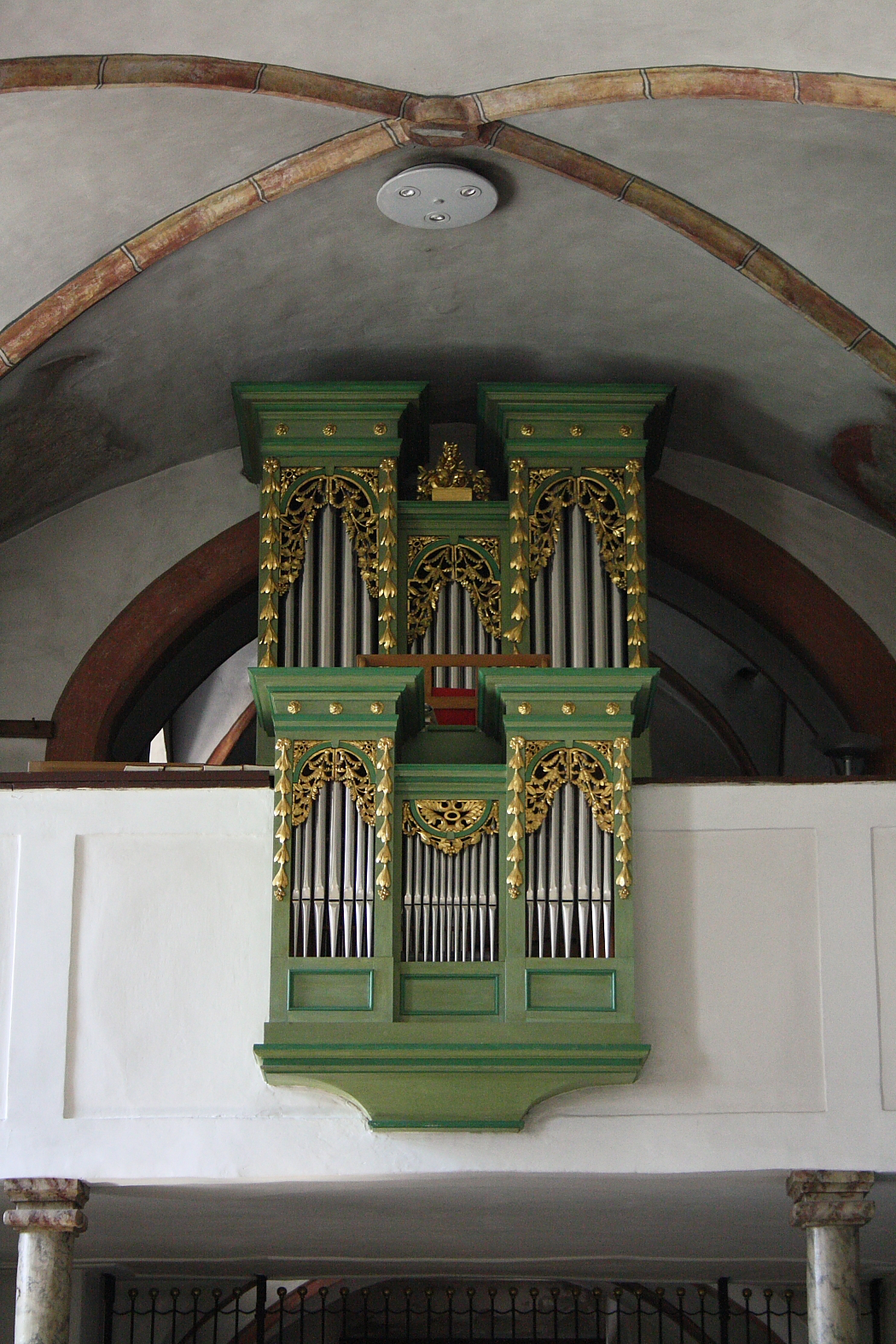
Orgel und Orgelempore
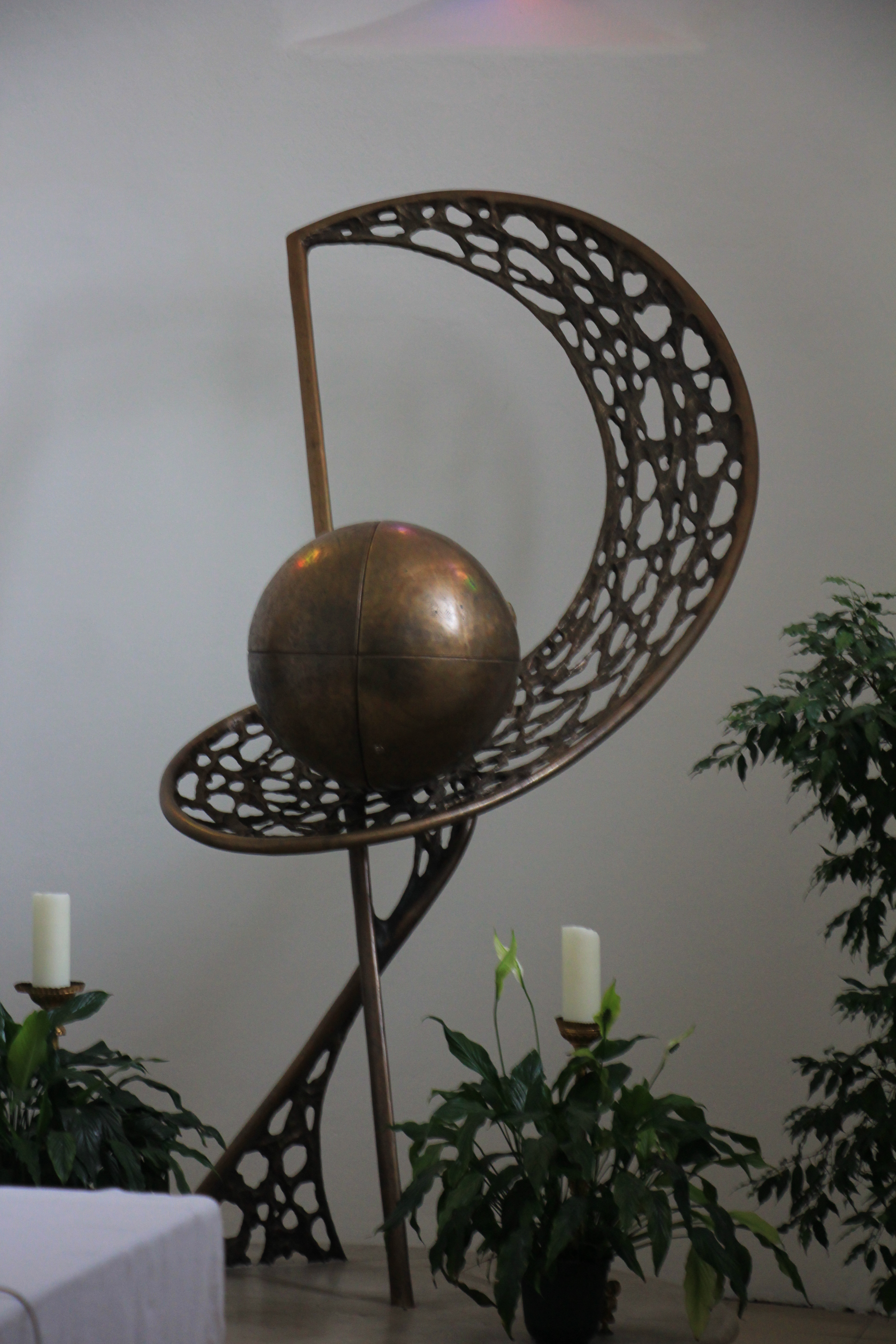
Moderner Tabernakel
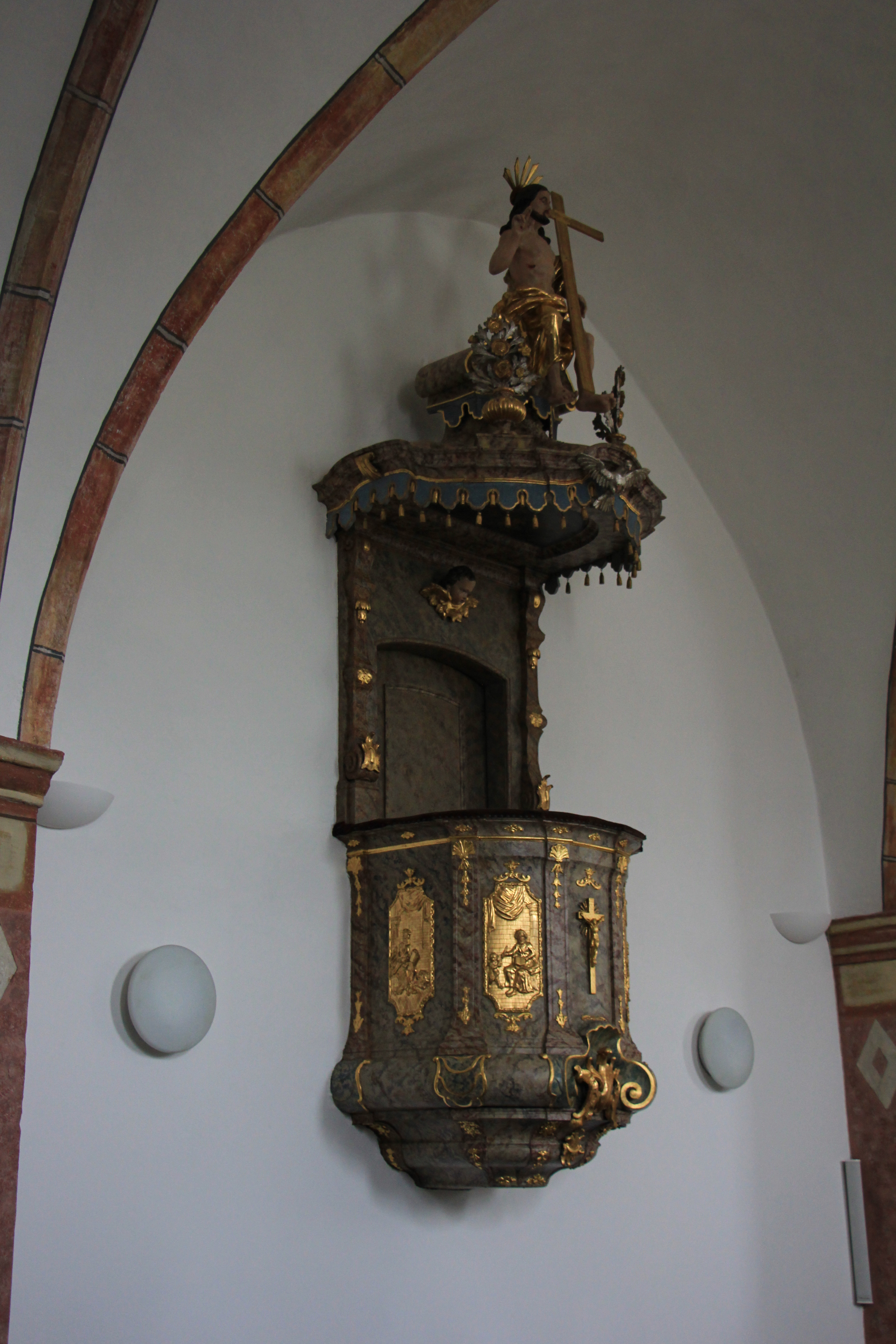
Barocke Kanzel